# Robert Schmidt (Autor)
Robert Schmidt (* 1964 in Erfurt) ist ein deutscher Schriftsteller und seit 1994 Redakteur bei der Thüringer Allgemeinen. Von ihm erscheint in dieser Zeitung jeden Dienstag eine Kolumne.

## Werke
- Robert Schmidt, Christoph Hodgson: Herr Lehmann. Die Erlebnisse eines Dackels. Kleine Thüringen Bibliothek, Band 3, 2013. ISBN 978-3-8375-0944-1
- Robert Schmidt, Christoph Hodgson: Neues von Herrn Lehmann. Weitere Erlebnisse eines Dackels. Kleine Thüringen Bibliothek, Band 4, 2014. ISBN 978-3-8375-1048-5
- Robert Schmidt, Christoph Hodgson: Herr Lehmann zieht Leine. Die Erlebnisse eines Dackels. Kleine Thüringen Bibliothek, Band 7, 2015. ISBN 978-3-8375-1457-5